# Jurjen Vis
Georgius Norbertus Maria (Jurjen) Vis (Alkmaar, 9 oktober 1958 − Amsterdam, 19 juli 2019) was een Nederlands (muziek)historicus.

## Biografie
Vis was een zoon van Petrus Hendrikus Vis (1916-1987) en Cornelia Maria (Corrie) van der Meer (1923-2016). Hij werd geboren in een groot rooms-katholiek gezin in Alkmaar. Over de stad Alkmaar heeft hij geregeld gepubliceerd, net als over rooms-katholieke onderwerpen. Hij studeerde middeleeuwse geschiedenis aan de Universiteit van Amsterdam, alwaar hij in 1985 zijn doctoraal behaalde.
Voor zover bekend publiceerde hij voor het eerst in 1987, over Adelbert van Egmond. In 1988 verscheen van zijn hand een vertaling van De Vita Sancti Adalberti Confessoris, over diezelfde Adalbert, uitgegeven door de naar hem vernoemde Sint-Adelbertabdij. Hij redigeerde vervolgens verscheidene werken in de reeks Egmondse studiën.
In de jaren erna schreef of redigeerde Vis enkele historische gedenkboeken, met name gewijd aan armen-, wezen- en gezondheidszorg, op welk gebied hij een specialist genoemd werd. De meeste boeken verschenen bij Uitgeverij Verloren te Hilversum. Voor zijn boek Diaconie. Vijf eeuwen armenzorg in Den Haag ontving hij in 2018 de 'Die Haghe Prijs' voor het beste historische boek over Den Haag van het jaar 2017.
Vis maakte van 1982 tot 1996 als tenorzanger deel uit van Cappella Amsterdam en was oprichter en dirigent van diverse koren. Vanaf 2001 publiceerde hij ook over muziek, waaronder enkele biografieën van componisten: Leo Smit, Julius Röntgen (tevens het werk waarop hij in 2007 te Utrecht promoveerde), Aafke Komter-Kuipers en Robert de Roos. Hij was muziekmedewerker van het Financieele Dagblad en cd-recensent van de muziektijdschriften Luister, Klassieke Zaken Magazine en Pianist.
Dr. G.N.M. Vis, die op diverse gebieden nog tientallen tijdschriftartikelen publiceerde, overleed in 2019 op 60-jarige leeftijd.

### Eigen werk
- [co-auteur] 1814-1989: 175 jaar provinciaal bestuur van Noord-Brabant. 's-Hertogenbosch, 1989.
- 650 jaar ziekenzorg in Alkmaar: 1341-1991. Hoofdstukken uit de geschiedenis en voorgeschiedenis van de Alkmaarse zieken- en gezondheidszorg. Alkmaar/Hilversum, 1991.
- Jan Arentsz. De mandenmaker van Alkmaar, voorman van de Hollandse reformatie. Alkmaar/Hilversum, 1992 [uitgave ter gelegenheid van het 40-jarig bestaan van de Christelijke Scholengemeenschap 'Jan Arentsz' te Alkmaar].
- Oud en arm. Hervormde bejaardenzorg in Alkmaar, 1744-1994. Hilversum, 1994 [studie verschenen bij gelegenheid van het 250-jarig jubileum van de ingebruikneming van het Hof van Sonoy als Diakoniehuis van de Hervormde gemeente van Alkmaar. Uitgave van de Stichting Christelijk woon- en zorgcentrum De Vleugels].
- Cornelis Cooltuyn (1526-1567). De vader van de Hollandse reformatie. Hilversum, 1995.
- Het weeshuis van Woerden. 400 jaar Stadsweeshuis en Gereformeerd Wees- en Oudeliedenhuis te Woerden, 1595-1995 [uitgave in opdracht van de Stichting 'Gereformeerd Wees- en Oudeliedenhuis' te Woerden ter gelegenheid van haar 400-jarig bestaan].
- Van 'vulliscuyl' tot huisvuilcentrale. Vuilnis en afval en hun verwerking in Alkmaar en omgeving van de middeleeuwen tot heden. Hilversum, 1996 [uitgave in opdracht van Huisvuilcentrale Noord-Holland].
- Onder uw bescherming. De katholieken en hun ziekenzorg in Amsterdam. Amsterdam [1998; gedenkboek verschenen bij het honderdjarig bestaan van het Onze Lieve Vrouwe Gasthuis te Amsterdam, 1898-1998].
- Silhouetten. De componist Leo Smit 1900-1943. Amsterdam, 2001.
- De poort. De Oudemanhuispoort en haar gebruikers 1602-2002. Amsterdam, 2002 [uitgave als een van de lustrumactiviteiten van de Universiteit van Amsterdam, in opdracht van de Faculteit der Rechtsgeleerdheid].
- [co-auteur] Geschiedenis van Alkmaar. Zwolle, 2007 [uitgave ter gelegenheid van het 750-jarig bestaan van de stad].
- Gaudeamus. Het leven van Julius Röntgen (1855-1932), componist en musicus. [S.l.], 2007 (proefschrift).
- Liefde het fundament. 400 jaar Roomsch Catholijk Oude Armen Kantoor in Amsterdam. Amsterdam, 2008 [uitgave in opdracht van het College van Regenten van Stichting RCOAK].
- Een Friezin vol muziek, Aafke Komter-Kuipers (1876-1943). Ljouwert, 2011.
- In het hart van de stad. 150 jaar St.-Laurentiuskerk in Alkmaar 1861-2011. [S.l.], 2011 [uitgave in opdracht van het Kerkbestuur van de rk parochie H.H. Matthias-Laurentius te Alkmaar].
- Hofjes van Alkmaar. Provenhuizen, huizen en hofjes in Alkmaar. [Alkmaar, 2013].
- Wanhoop niet! Biografie van componist en diplomaat Robert de Roos. Utrecht, 2014 en 2016².
- Sint Jacob in de Plantage. Anderhalve eeuw bejaardenzorg in Sint-Jacob te Amsterdam 1866-2015. Hilversum, 2016.
- Diaconie. Vijf eeuwen armenzorg in Den Haag. Amsterdam, [2017].
- [co-auteur] Het verdwenen hofje. Het Henriëtte Hofje, zijn stichters en hun erfgoed. Nijmegen, 2017.

### Vertaling
- De Vita Sancti Adalberti Confessoris. Egmond Binnen, 1988.
  - [Ruopert] Adelbert en Egmond. Het leven van de heilige belijder Adelbert. Egmond-Binnen, 1990.

### Redactie
- [co-redacteur] Heiligenlevens, annalen en kronieken. Geschiedschrijving in middeleeuws Egmond. Hilversum, 1990.
- [eindredactie] Beeldenstroom. Regeling aankopen en opdrachten beeldende kunst Noord-Brabant 1984-1991. ['s-Hertogenbosch, 1991].
- Egmond tussen kerk en wereld. Hilversum, 1993.
- [co-redacteur] Vroomheid tussen Vlie en Lauwers. Aspecten van de Friese kerkgeschiedenis. Delft, 1996.
- In het spoor van Egbert. Aartsbisschop Egbert van Trier, de bibliotheek en geschiedschrijving van het klooster Egmond. Hilversum, 1997.
- De abdij van Egmond. Geschreven en beschreven. Hilversum, 2002.
- [co-redacteur] Staf en storm. Het herstel van de bisschoppelijke hiërarchie in Nederland in 1853: actie en reactie. Hilversum, 2002.
- Het klooster Egmond: hortus conclusus. Hilversum, 2008.